# Sebramattvävare
Sebramattvävare (Improphantes decolor) är en spindelart som först beskrevs av Westring 1861.  Sebramattvävare ingår i släktet Improphantes och familjen täckvävarspindlar. Arten är reproducerande i Sverige. Inga underarter finns listade i Catalogue of Life.